# Vlaamse Militanten Orde

Tekening van een van de vlaggen die door de Vlaamse Militanten Orde werd gebruikt

De Vlaamse Militanten Orde (van 1950 tot 1967), nadien Vlaamse Militanten Organisatie (van 1967 tot 1971) en later opnieuw "Vlaamse Militanten Orde" (van 1971 tot 1983), afgekort VMO, was een Vlaams-nationalistische en later extreemrechtse propaganda- en actiegroep in Vlaanderen van 1950 tot 1983.

## Geschiedenis
Ze werd opgericht door Bob Maes en ontstond als reactie tegen de aanvallen op Vlaams-nationalisten na de Tweede Wereldoorlog. Van 1958 tot 1963 had de organisatie officiële banden met de Volksunie-partij, maar in 1963 gingen ze uiteen. Tijdens de jaren 1960 was de VMO actief bij de protestacties van Limburgse mijnwerkers tegen de sluiting van Zwartberg. Leden van de organisatie braken samen met betogende mijnwerkers door de rijkswachtlinies. Dit leidde tot hevige rellen tussen de betogers en politie, waarbij zelfs twee mijnwerkers om het leven kwamen.
De VMO kwam in september 1970 in opspraak toen enkele van haar leden slaags raakten in een gevecht dat gericht was aan plakploegen van de FDF-partij waarbij Jacques Georgin van het FDF om het leven kwam. VMO-oprichter Bob Maes ontbond de VMO op 12 juni 1971 naar aanleiding van de processen en de hoge boetes. Later werd Maes senator bij de Volksunie. Bij een vaandeloverdracht met als 'opschrift VMO 1948'  in 1968 op de Antwerpse Grote Markt waren er 300 militanten aangetreden, het grootste effectief ooit bereikt.
Enkele ex-VMO'ers waren het oneens met de ontbinding en richtten de organisatie opnieuw op. Zo werd Bert Eriksson de nieuwe leider van de VMO, die uitgesproken extreemrechts was. De naam werd toen veranderd van Vlaamse Militanten Organisatie naar Vlaamse Militanten Orde: dit verwees naar de Dinaso Militanten Orde. Ook werd de voordien eerder losse organisatiestructuur gegoten in een strakker kader en de Odal-rune werd het symbool van de nieuwe VMO.
De meest spraakmakende actie van deze nieuwe VMO was Operatie Brevier in 1973. Hierbij werd het stoffelijk overschot van priester Cyriel Verschaeve clandestien opgegraven in Oostenrijk en naar Alveringem in Vlaanderen gebracht om het daar opnieuw te begraven. Ook de stoffelijke overschotten van Staf Declercq (Operatie Delta) en stoffelijke resten waarvan men dacht dat die van Anton Mussert waren (Operatie Wolfsangel) werden opgegraven en in Vlaanderen herbegraven. Over deze acties zijn echter nog veel vragen onopgelost, waarvan Bert Eriksson de informatie in zijn graf heeft meegenomen.
Eind jaren 70, begin jaren 80 werd de VMO berucht vanwege haar acties tegen gastarbeiders, Walen en iedereen die links en/of progressief was. De VMO betoogde tegen stemrecht voor gastarbeiders en speelde samen met het TAK en Voorpost een belangrijke rol tijdens de Voerbetogingen in Voeren. In dit dorp ontstonden er in die periode vaak gewelddadige rellen tussen VMO-militanten en de Waalsgezinde knokploeg van José Happart, de Action Fouronnaise.
VMO-militanten verleenden ook steevast fysiek en verbaal steun aan Vlaams-nationalistische studenten van het Katholiek Vlaams Hoogstudentenverbond (KVHV) en van de Nationalistische Studentenvereniging (NSV) tijdens studentenbetogingen in Gent of Leuven. Het kwam geregeld tot gewelddadige vechtpartijen tussen de rechts-conservatieve studenten en de links-progressieve tegenhangers. In 1975 kwam het in Leuven tot een ware veldslag tussen de VMO en linkse tegenmanifestanten met tientallen gewonden tot gevolg. Eén VMO-militant verloor tijdens de straatgevechten een oog.
Andere groeperingen die de VMO steunde waren onder meer oud-oostfronters en het Sint-Maartensfonds, met wie ze geregeld manifestaties organiseerde. Tijdens hun herdenkingen van gesneuvelde oostfrontstrijders kwam het tijdens de jaren zeventig en tachtig geregeld tot incidenten met linkse en Belgicistische tegenmanifestanten. Ondanks de officiële breuk met de partij in 1963 bleef de VMO tot 1978 de Volksunie steunen. Omdat veel militanten echter ongenoegen koesterden over de te linkse koers van deze partij, sloten de meeste VMO'ers zich vanaf 1978 aan bij de toen net opgerichte partij Vlaams Blok (tegenwoordig Vlaams Belang).
Na diverse gewelddadige incidenten, waaronder vernielingen, brandbomaanslagen en bestormingen van woningen van gastarbeiders en Walen, werden leden van de organisatie door de politie gearresteerd en voor de rechter gedaagd. Vooral de ontdekking van hun militaire trainingskampen in de Ardennen en Duitsland leidden tot hun veroordeling, evenals hun contacten met de Ku Klux Klan in 1980 en Léon Degrelle in 1982.
Op 4 mei 1981 werd de organisatie veroordeeld als privémilitie wegens geweldplegingen, ontvoeringen, illegale samenkomsten, wapenbezit, aanslagen en vandalisme. Hierbij werd de VMO ook verboden. 109 militanten, waaronder Eriksson, gingen voor een jaar de cel in. Na Erikssons vrijlating werd nog getracht met gelijkgezinden de VMO voort te zetten onder de naam Odal-groep, evenwel met weinig succes. Andere militanten sloten zich aan bij het Vlaams Belang en/of Voorpost.

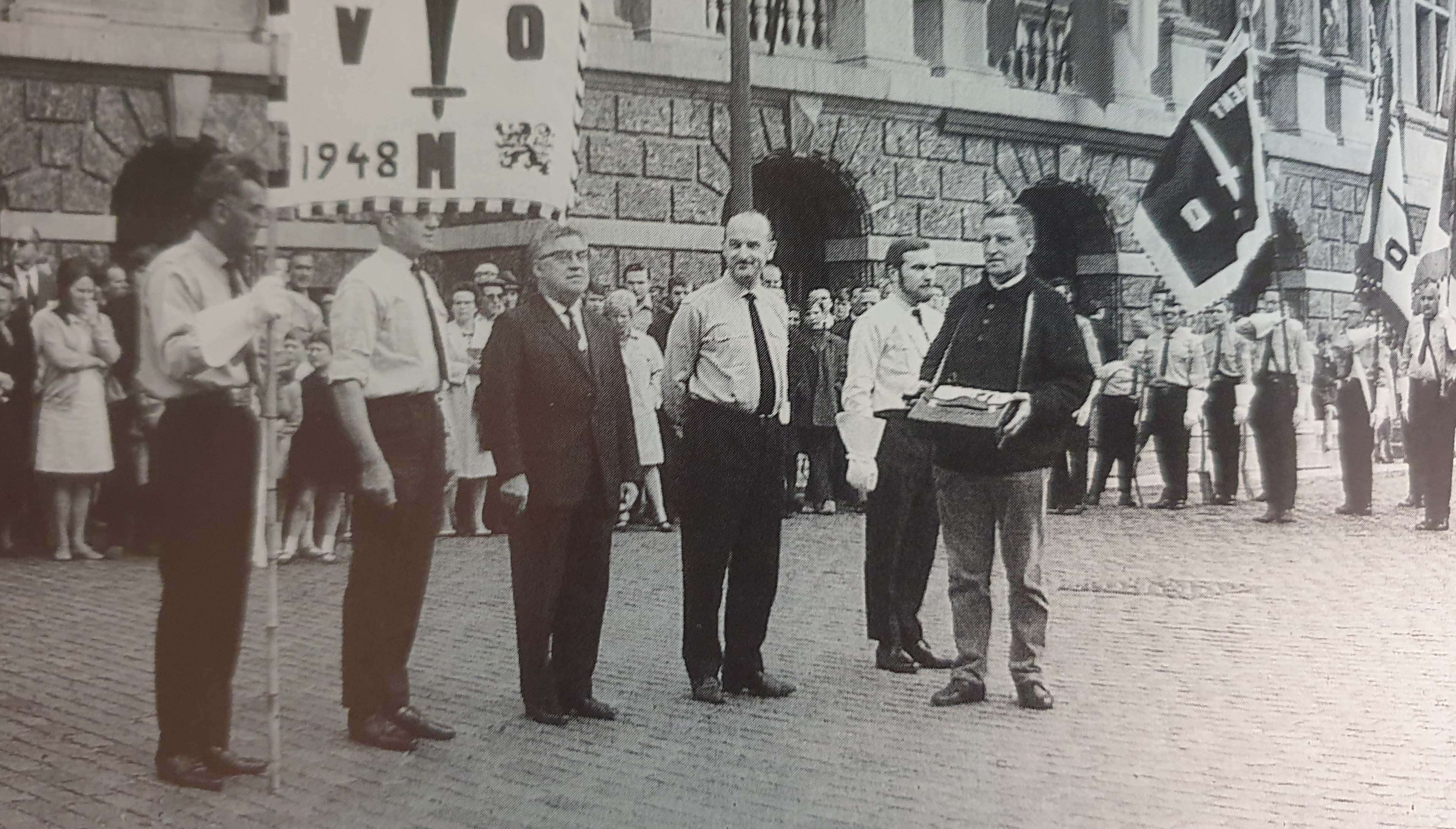
Overhandiging VMO standaard Grote Markt Antwerpen